# Кубок Европейской конфедерации волейбола среди женщин 1980/1981
1-й розыгрыш Кубка Европейской конфедерации волейбола (ЕКВ) среди женщин проходил с ноября 1980 по 15 февраля 1981 года. Победителем турнира стала немецкая команда «Лоххоф» (Унтершлайсхайм).

## Система проведения розыгрыша
Турнир состоит из плей-офф и финального этапа. В плей-офф команды делятся на пары и проводят между собой по два матча с разъездами. Победителем пары выходит команда, одержавшая две победы. В случае равенства побед победителем становится команда, имеющая лучшее соотношение партий по сумме обоих матчей. В случае равенства и этого показателя в дальнейшую стадию плей-офф выходит команда, имеющая лучшее соотношение игровых очков (мячей) по сумме матчей.
8 команд-участниц четвертьфинала плей-офф определяют четырёх участников финального этапа.
Финальный этап состоит из однокругового турнира, по результатам которого определяется итоговая расстановка мест. 

## 1-й раунд
ноябрь 1980
.

## 1/8 финала
декабрь 1980
.

## Четвертьфинал
январь 1981
.

## Финальный этап
13—15 февраля 1981.  Унтершлайсхайм.
Участники:
 «Лоххоф» (Унтершлайсхайм)

 «Панатинаикос» (Афины)

 «Маццеи» (Чечина)

 «Висбаден» (Висбаден)

### Результаты
| М | Команда                   | 1   | 2   | 3   | 4   | И | В | П | С/П | О |
| - | ------------------------- | --- | --- | --- | --- | - | - | - | --- | - |
| 1 | «Лоххоф» (Унтершлайсхайм) |     | 3:1 | 3:0 | 3:0 | 3 | 3 | 0 | 9:1 | 6 |
| 2 | «Маццеи» (Чечина)         | 1:3 |     | 3:- | 3:- | 3 | 2 | 1 |     | 5 |
| 3 | «Висбаден»                | 0:3 | -:3 |     | 3:- | 3 | 1 | 2 |     | 4 |
| 4 | «Панатинаикос» (Афины)    | 0:3 | -:3 | -:3 |     | 3 | 0 | 3 |     | 3 |

13 февраля
 «Маццеи» —  «Висбаден»  
3:-
 «Лоххоф» —  «Панатинаикос»
3:0.
14 февраля
 «Маццеи» —  «Панатинаикос»
3:-
 «Лоххоф» —  «Висбаден» 
3:0.
15 февраля
 «Висбаден» —  «Панатинаикос»
3:-
 «Лоххоф» —  «Маццеи»
3:1.

### Итоги

#### Положение команд
| «Лоххоф» (Унтершлайсхайм) |
| «Маццеи» (Чечина)         |
| «Висбаден» (Висбаден)     |
| 4. «Панатинаикос» (Афины) |